# Flammen og vattotten
Flammen og vattotten er en dansk animationsfilm fra 2012, der er instrueret af Niels Bisbo efter manuskript af Paola Pellettieri.

## Handling
En flamme af ild og en vattot er skidt selskab for hinanden. Desuden bor vattotten på den anden side af en bred flod. Alligevel risikerer flammen sit liv for at komme over på den anden side. Filmen er en historie om kærlighed og identitet - et eventyr om sandheden bag facaderne.